# 辭令書
辭令書是琉球國的官方任職文書。辭令書以國王的名義頒佈，並蓋有寫著「首里之印」字樣的御朱印。
辭令書自尚真王時期便開始出現，學者高良倉吉將琉球歷史上的辭令書按時期分為三種：古琉球辭令書、過渡期辭令書以及近世琉球辭令書。
古琉球辭令書指的是尚真王時期至薩摩入侵琉球之年（1609年）期間的辭令書。這段時期的辭令書大體使用的是假名文字來書寫。
過渡期辭令書指的是薩摩入侵琉球之年至向象賢行政改革之年（1666年）期間的辭令書。這段時期的辭令書使用漢字假名混寫文來書寫。
近世辭令書指的是向象賢行政改革之年（1666年）至琉球被日本吞併（1879年）期間的辭令書。這段時期的辭令書大體使用漢字來書寫。
辭令書是研究琉球國行政組織與王府役人活動的重要史料。